# Larry Brown (écrivain)
Pour les articles homonymes, voir Larry Brown et Brown.
Œuvres principales
- Joe
- Dur comme l'amour

Larry Brown, né le 19 juillet 1951 à Oxford dans le Mississippi aux États-Unis et décédé le 24 novembre 2004 à Oxford dans le Mississippi aux États-Unis d'une crise cardiaque, est un écrivain américain.

## Biographie
Il fréquenta brièvement l'université du Mississippi sans en être diplômé. Après avoir servi dans l'US Marine et exercé de multiples petits boulots : bûcheron, charpentier, peintre, nettoyeur de moquette, tailleur de haies, il fut pompier pendant seize ans. Il commence à écrire à partir de 1980. Un éditeur remarque un jour une de ses nouvelles dans un magazine et, enthousiasmé par son écriture forte, décide de prendre contact avec lui : il lui demande s'il aurait d'autres nouvelles à publier. L'écrivain lui répond qu'il en a des centaines. En quelques années, Larry Brown est reconnu comme un grand romancier, par la critique qui lui décerne de nombreux prix tel le Southern Book Critics Circle Award for Fiction, comme par les lecteurs. Il décède d'une crise cardiaque en 2004 à l'âge de cinquante-trois ans, laissant une œuvre forte et inachevée de six romans, deux recueils de nouvelles, une autobiographie et un essai. Deux nouvelles et le roman Joe ont été adaptés au cinéma. Il fait un caméo dans le film Big Bad Love d'Arliss Howard en 2001.

## Autour de l’œuvre
Ses romans mettent en scène des personnages désabusés, souvent marginaux, aux parcours accidentés et aux vies brisées. Comparé à William Faulkner à ses débuts, ses écrits sont assimilés au mouvement littéraire dit du réalisme sale et il fait partie de l'école du Montana. Dans le roman Joe, Fay, la sœur de Gary, le jeune ami de Joe, quitte la maison familiale. Elle réapparaît dans le roman Fay en personnage principal.

## Œuvre

### Romans
- Dirty Work (1989) Publié en français sous le titre Sale boulot, Paris, Gallimard, La Noire, 1997, réédition Folio policier no 249, 2002.
- Joe (1991) Publié en français sous le titre Joe, Paris, Gallimard, La Noire, 1994, réédition Folio policier no 209, 2001, réédition Paris, Gallmeister, Totem, 2014.
- Father and Son (1996) Publié en français sous le titre Père et fils, Paris, Gallimard, La Noire, 1999, réédition Folio no 3608, 2002, réédition Paris, Gallmeister, Totem, 2015.
- Fay (2000) Publié en français sous le titre Fay, Paris, Gallimard, La Noire, 2002, réédition Folio policier no 532, 2008.réédition Gallmeister, collection Totem n°71, 2017
- The Rabbit Factory (2003) Publié en français sous le titre L'Usine à lapins, Paris, Gallimard, La Noire, 2005, réédition Folio policier no 516, 2008, réédition Paris, Gallmeister, Totem.
- A Miracle of Catfish (2007)

### Recueils de nouvelles
- Facing the Music (1988) Publié en français sous le titre Faire front, Paris, Gallimard, La Noire, 2004. Réédition sous le titre Affronter l'orage, Paris, Gallmeister, 2020
- Big Bad Love (1990) Publié en français sous le titre Dur comme l'amour, Paris, Gallimard, La Noire, 2002, réédition Folio no 3974, 2004. Réédition de la nouvelle 92 jours, Folio no 3866, 2003.

### Autobiographie
- On Fire (1993)

### Essai
- Billy Ray's Farm: Essays from a Place Called Tula (2001) - Essai

## Adaptations

### Au cinéma
- 2001 : Big Bad Love, film américain d'Arliss Howard d'après la nouvelle éponyme, avec Debra Winger, Angie Dickinson et Paul Le Mat.
- 2006 : Kubuku Rides, court-métrage américain de Terry Kinney d'après la nouvelle éponyme.
- 2013 : Joe, film américain réalisé par David Gordon Green d'après le roman éponyme, avec Nicolas Cage et Tye Sheridan.

## Sources
- Jay Watson, Conversations with Larry Brown, University Press of Mississippi, 2007.